# 禅瀧寺
禅瀧寺（ぜんりゅうじ）は兵庫県加東市にある高野山真言宗の仏教寺院。山号は神谷山（こうだにさん）。本尊は薬師如来、日光菩薩、月光菩薩（秘仏）。開祖は法道仙人と伝わる。

## 歴史
大化年中、法道仙人が開基し、その後行基菩薩が訪れ、堂宇を建立して薬師如来、日光菩薩、月光菩薩の像を刻み本尊としたのが始まりとさる。寺名の由来については、青山四方に横たわった両巖の間に懸泉を見つけた法道仙人が思わずもらした「禅瀧なり……」（静寂な瀧）という言葉とされる。
開基については伝承の域を出ないが、禅瀧寺を囲う山の上には古墳群が在り、東条川流域にも古代の集落や田畑の遺跡があるため、古代から当地が信仰の対象になっていた事を伺うことができる。
1601年（慶長6年）、領主池田輝政から境内高27石の寄進を受け、徳川三代将軍家光の時に改めて27石の御朱印寺となっている。
中世以前の最盛期には堂塔院坊が50有余もある天台宗の大寺院であったと伝わるが、依藤城の戦い等度々の兵火に遭い次第に減少し、江戸初期頃には高野山寶城院末の古義真言宗の寺院となった。
古義真言宗本末帳によれば、「御朱印27石寺中分配、加東郡神谷山禅瀧寺之中9宇末寺1宇」とあり、「禅瀧寺之中」として、「持明院末寺2宇、土澤村東福寺、松澤村高市山光福寺」「金蔵院」「不動院」「西之坊」「竹中坊」「安楽坊」「愛染坊」「如意坊」「南之坊」「國依村阿弥陀寺」と記されている。
また播磨鑑には、「神谷山禅瀧寺、真言宗、東条神谷村、朱印寺領27石」「本堂、5間4面。御除地、6斗7升。高野山宝城院末寺。本尊、薬師如来、行基作」「不動堂、3間4面。本尊、不動明王、慈覚作」「弁天社」「鐘楼」「瀧号、禅流」「開基、法道仙人」「人王、37代、孝徳天皇、大化年中建立」「宝暦10年マテ1116年ニ成」「院ノ主、慈明院、不動院、座坊3軒」とある。
その後明治の神仏分離令や寺領没収により衰退し、金蔵院と持明院の二ヶ寺に減少した。
1881年（明治14年）に持明院17代住職、瀧見常が真言宗播磨中学林を興し、弟子の育成に勉めると共に禅瀧寺の再興に力を注いだ。

### 真言宗播磨中学林
禅瀧寺に設けられた真言宗播磨中学林には多くの修学僧が収容されていた。その中からは高野山金剛峰寺の座主、管長になった和田性海や、京都大覚寺門跡を務めた谷内清巖ら有力な僧を輩出している。

## 伽藍
- 本堂

元和6年（1620年）8月27日付けの工事記録があり、また天和2年（1682年）から7年がかりで本堂を再建し、元禄元年（1688年）に完成させたとする記録が保存されている。本尊を納めた宮殿両脇の2本の丸柱は鎌倉時代のものと鑑定されている。
- 不動堂[15][16]

加東郡誌、及び参照基の播磨鑑には本尊の不動明王像は慈覚大師の作とある。
- 経蔵

- 辯天堂

- 禅瀧

禅瀧寺の名前の由来となったと言われる瀧「禅瀧」は境内山中にある。瀧と言っているが、激しく水の落ちるようなものではなく水がポツリポツリと滴る静かな瀧である。
- 四国八十八ヶ所、西国三十三所写し霊場

本堂裏山内に弥勒菩薩を起点として点在している。写し霊場の石仏に頭部が無い物が多いのは、明治ごろの博打うちが験担ぎに持ち去ったためといわれる。
- 金蔵院

塔頭の一つ。禅瀧寺参道の東側の山裾に建つ。通称「上ん寺（かみんてら）」
- 持明院

塔頭の一つ。禅瀧寺参道の西側の山裾に建つ。通称「下ん寺（しもんてら）」
- 山門

1854年(安政元年）小沢村、辻兵七清純が私費で建立寄進した。元は南へ300メートル程下った所、現在「神谷山」と道標の建つ位置にあった。
- 近世以降の消失、その他

明治維新直前には塔頭に不動院が残っていたが、金蔵院に編入され廃寺となった。不動院の門は同市内の佛頂山總持院楞嚴寺に移築され残っている。
昭和の初期までは本堂西側に鐘楼堂があったが、太平洋戦争で鐘楼を供出し、その後台風で鐘楼堂も倒壊し解体された。
厚利にある山王神社は古くは神谷山の鎮守社であったが、神仏分離令により切り離され、また禅瀧寺内の八幡社・秋葉社も山王神社へと移された。

## 加東市指定文化財
- 本堂[14]
- 不動明王像[17]
- 大大般若経及び経櫃、経箱、経軸[24]
- 弁天堂[25]

## ギャラリー

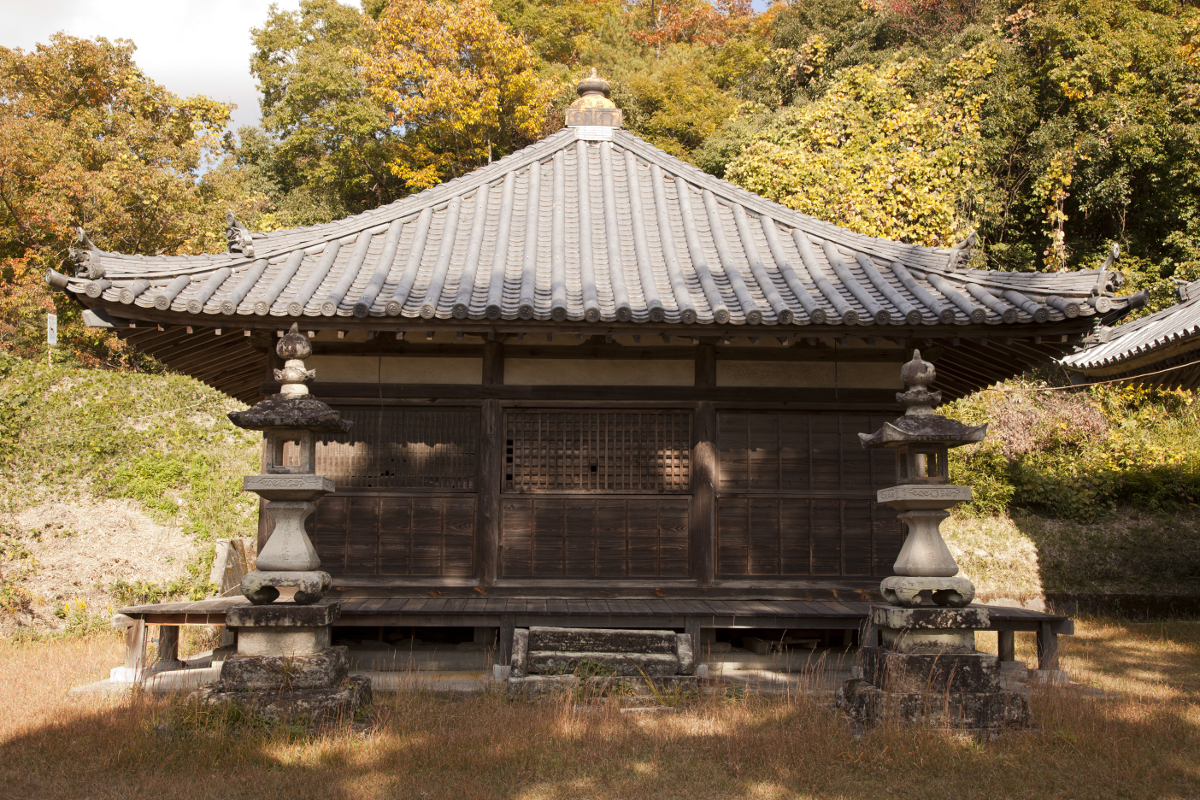
不動堂
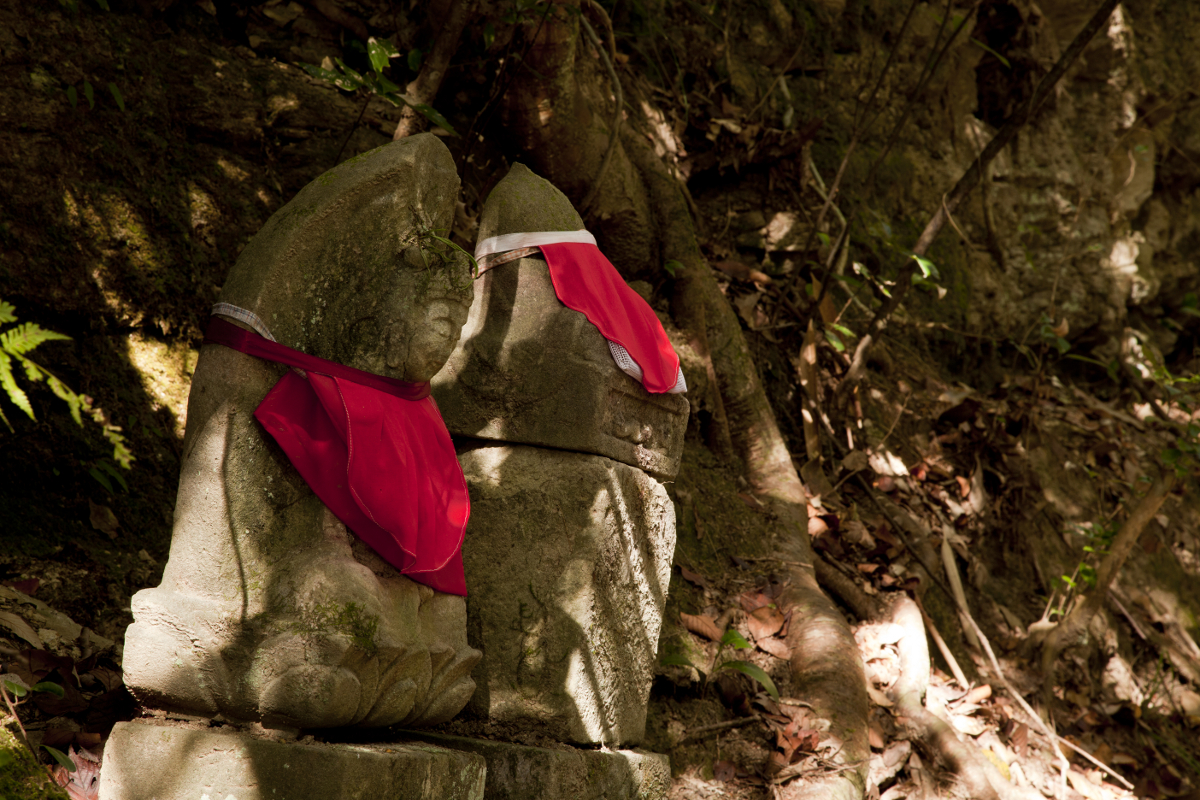
八十八箇所写し霊場
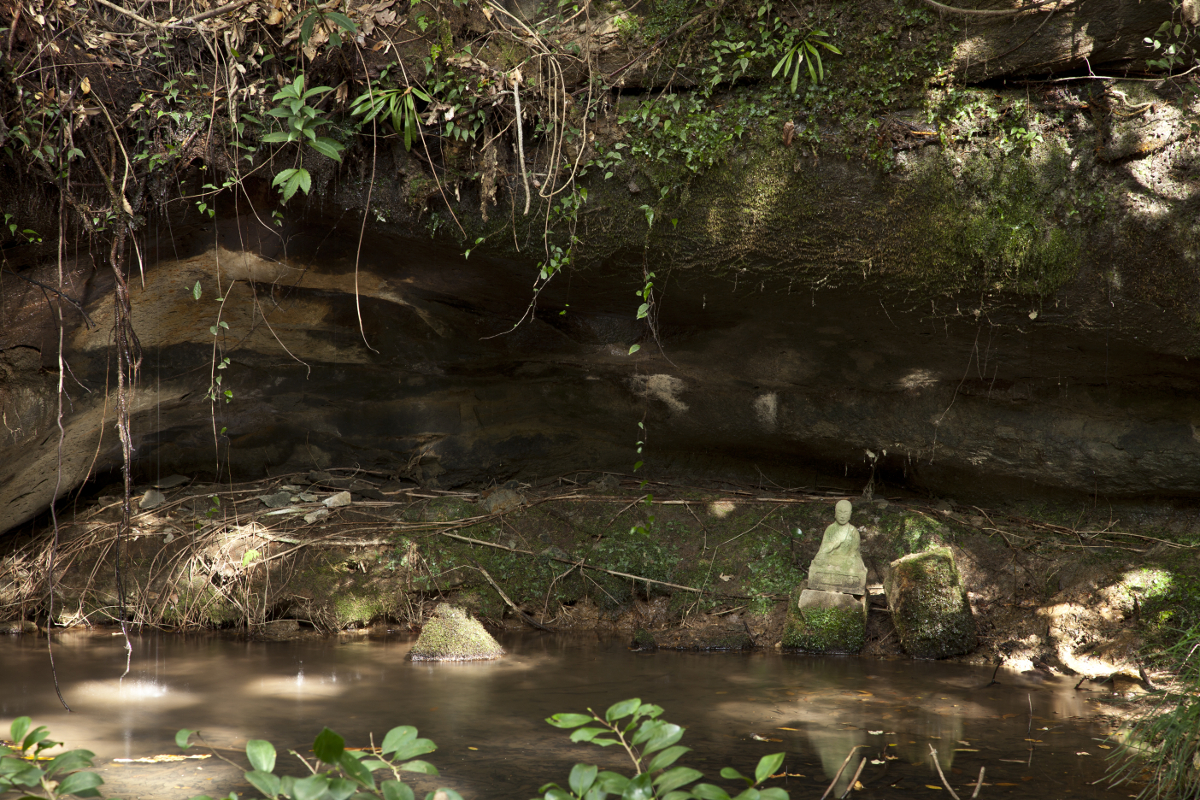
禅瀧
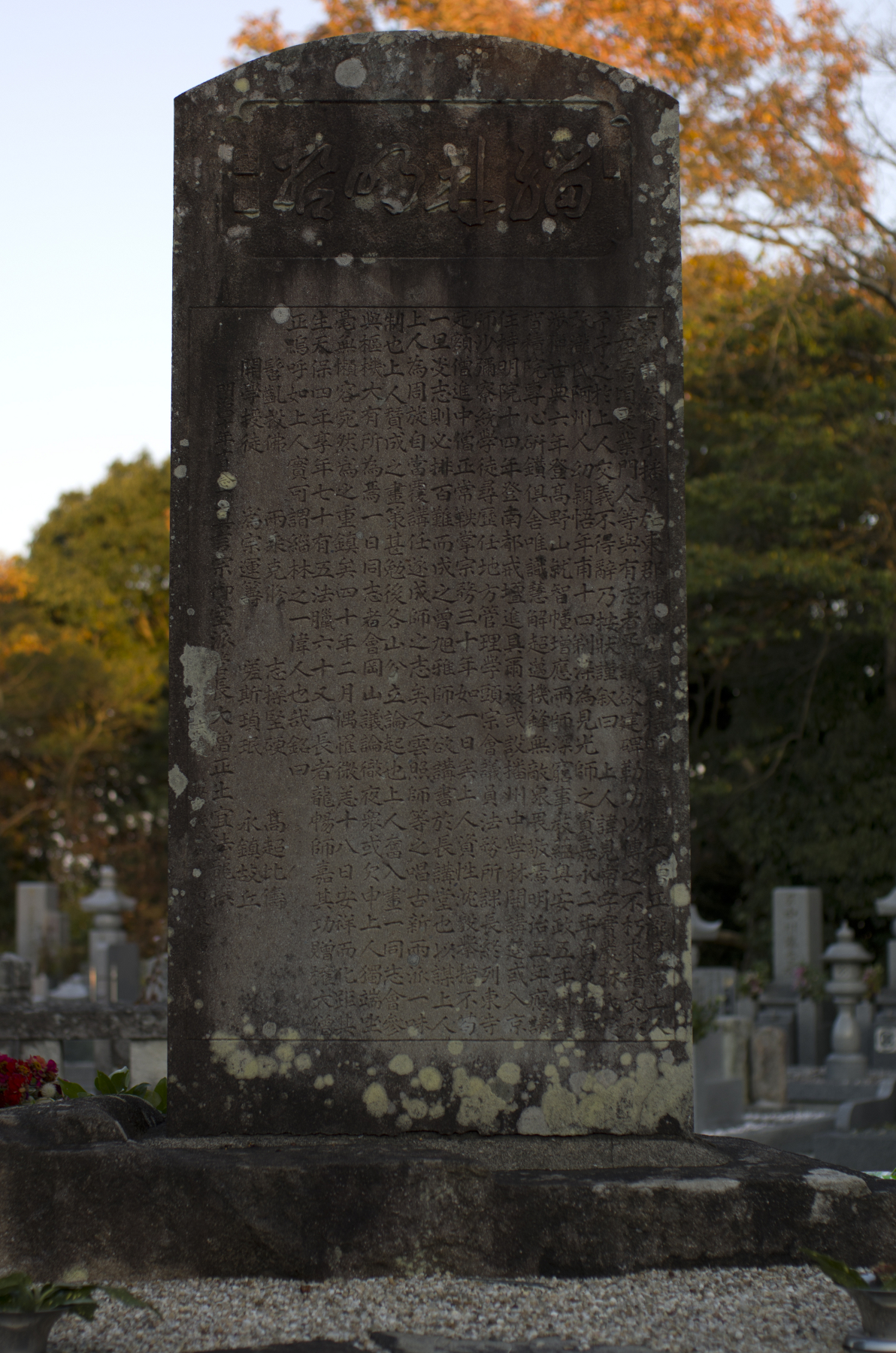
瀧見常上人頌徳碑
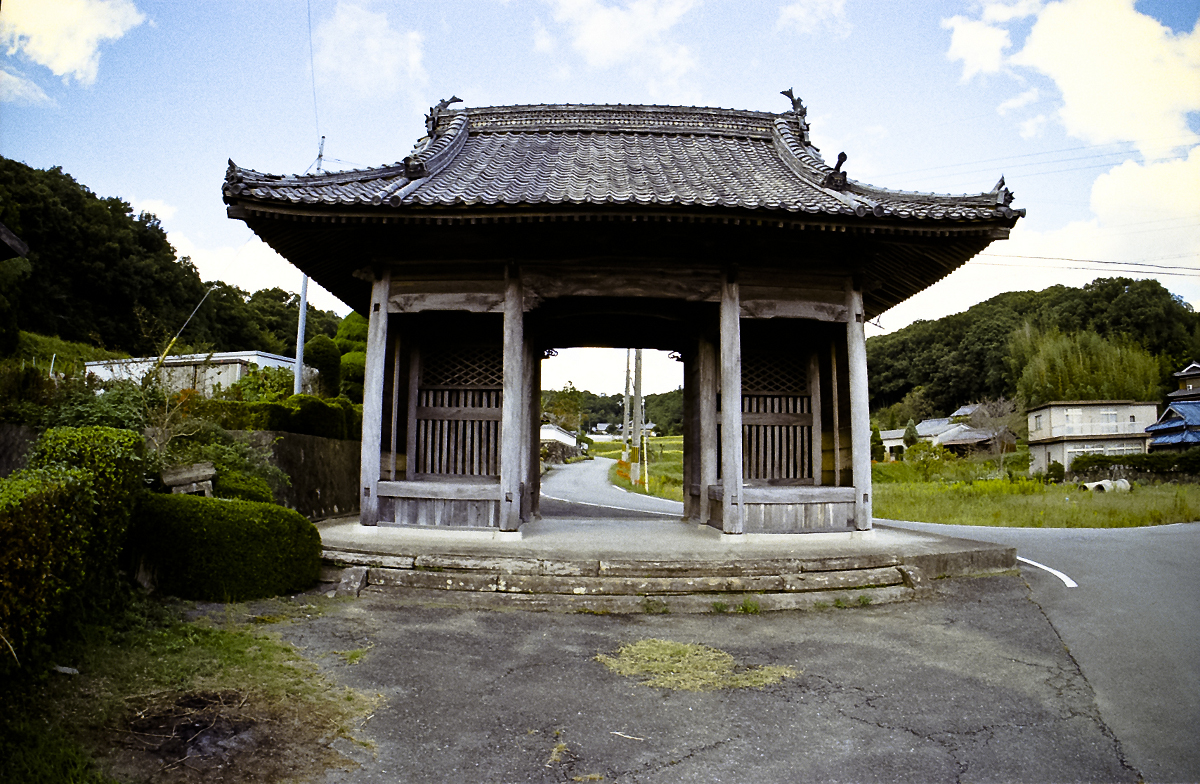
仁王門

## 札所
- 播磨八薬師霊場 第六番札所（まんじゅしゃげの寺）

御詠歌「もろびとの、心をいやす、禅瀧寺、るりの光を、与えましませ（もろびとの、こころをいやす、ぜんりゅうじ、るりのひかりを、あたえましませ）」
- 加東四国八十八カ所霊場 第73番札所

御詠歌「参るべき、重き四恩に、報うべき、神谷立たば、何か祈らん（まいるべき、おもきしおんに、むくうべし、こうだにたたば、なにかいのらん）」